# Alasdair MacIntyre
Alasdair Chalmers MacIntyre (Glasgow, Escocia, 12 de enero de 1929 – 21 de mayo de 2025) fue un filósofo británico-estadounidense principalmente conocido por sus contribuciones a la filosofía moral y a la filosofía política, pero también por sus obras sobre historia de la filosofía y teología. Fue el O'Brien Senior Research Professor of Philosophy en la Universidad de Notre Dame. 

## Biografía
Estudió en la institución ahora conocida como Queen Mary, de la Universidad de Londres. Obtuvo un Master of Arts en las Universidades de Mánchester y Oxford. Comenzó su carrera como profesor en 1951 en la Universidad de Mánchester. Enseñó en las Universidades de Leeds, Essex y Oxford en el Reino Unido. Después se trasladó a los Estados Unidos alrededor de 1969, donde enseñó en diversas universidades:
- Profesor de History and Ideas, Brandeis University (1969 o 1970).
- Decano del College of Arts y profesor de filosofía, Universidad de Boston (1972).
- Henry Luce Professor, Wellesley College (1980),
- W. Alton Jones Professor, Vanderbilt University (1982).
- Profesor de filosofía, Universidad de Notre Dame (1985).
- Profesor de filosofía, Vanderbilt University (1985).
- Profesor visitante, Whitney Humanities Center, Universidad de Yale (1988).
- 'McMahon-Hank Professor of Philosophy', Universidad de Notre Dame (1989).
- Profesor de filosofía, Duke University (1995–1997).
- 'Rev John A. O'Brien Senior Research Professor' y 'Permanent Senior Research Fellow' en la Universidad de Notre Dame (2000-2007).
- Profesor emérito de la Duke University.

Se ha casado tres veces. De 1953 a 1963 estuvo casado con Ann Peri, con quien tuvo dos hijas. De 1963 a 1977, con Susan Williams, con quien tuvo un hijo y una hija. Desde 1977, está casado con la filósofa Lynn Joy.

## Método filosófico
A diferencia de otros filósofos contemporáneos que se centran en argumentos lógicos, analíticos o científicos, MacIntyre utiliza el sistema de la narración histórica, o de la filosofía narrativa. Un ejemplo claro es su libro After Virtue, o Tras la virtud, en que explica el desarrollo de algunos conceptos éticos a lo largo de la historia. Entre los distintos tipos de investigación filosófica (tradiciones o escuelas) propone, sea en el ámbito del ser o en el del deber ser, el modelo que le parece más adecuado: el aristotélico. También lo utiliza en la introducción al pensamiento de la filósofa Edith Stein.
El enfoque de MacIntyre de la filosofía moral entrelaza una serie de líneas complejas. Aunque en gran medida apunta a revivir una filosofía moral aristotélica basada en las virtudes, afirma una "comprensión peculiarmente moderna" de esta tarea.
Esta "comprensión peculiarmente moderna" se refiere en gran medida al enfoque de MacIntyre de las disputas morales. A diferencia de algunos filósofos analíticos que intentan generar consenso moral sobre la base de la racionalidad, MacIntyre utiliza el desarrollo histórico de la ética para sortear el problema moderno de las nociones morales "inconmensurables", cuyos méritos no pueden compararse en ningún marco común. Siguiendo a Hegel y Robin George Collingwood, ofrece una "historia filosófica" (en oposición a los enfoques analíticos y fenomenológicos) en la que concede desde el principio que "no hay estándares neutrales disponibles por apelación a los que cualquier agente racional pueda determinar" las conclusiones de filosofía moral.
En su obra más famosa, After Virtue, desaprueba el intento de los pensadores de la Ilustración de deducir una moralidad racional universal independiente de la teleología, cuyo fracaso llevó al rechazo total de la racionalidad moral por parte de pensadores como Friedrich Nietzsche, Jean-Paul Sartre y Charles Stevenson. Enfatiza cómo esta sobreestimación de la razón llevó al total repudio de Friedrich Nietzsche de la posibilidad de la racionalidad moral.
Por el contrario, MacIntyre intenta reclamar formas más modestas de racionalidad moral y argumentaciones que no pretenden ni finalidad ni certeza lógica, pero que pueden resistir las negaciones relativistas o emotivistas de cualquier racionalidad moral (la conclusión errónea de Nietzsche, Jean Paul Sartre y Charles Stevenson). Revive la tradición de la ética aristotélica con su relato teleológico del bien y de las acciones morales, tal como se analiza en los escritos medievales de Tomás de Aquino. Esta tradición aristotélico-tomista, propone, presenta "la mejor teoría hasta ahora", tanto de cómo son las cosas como sobre cómo debemos actuar.
De manera más general, según MacIntyre, las disputas morales siempre tienen lugar dentro y entre tradiciones de pensamiento rivales que se basan en un depósito heredado de ideas, presuposiciones, tipos de argumentos y entendimientos y enfoques compartidos. Aunque no existe una manera definitiva para que una tradición en filosofía moral refute lógicamente a otra, las opiniones opuestas pueden disputar la coherencia interna de las demás, la resolución de dilemas imaginativos y crisis epistémicas y el logro de resultados fructíferos.

## Ética de la virtud
MacIntyre es una figura clave en la ética de la virtud, que pone como aspecto central la ética los hábitos, las virtudes, y el conocimiento de cómo alcanza el individuo una vida buena, en la que encuentren plenitud todos los aspectos de la vida humana, en vez de centrarse en debates éticos específicos como el aborto. MacIntyre no omite hablar sobre esos temas particulares, sino que se acerca a ellos desde un contexto más amplio y menos legalista o normativista. Es éste un enfoque de la filosofía moral que demuestra cómo el juicio de un individuo nace del desarrollo del carácter. 
MacIntyre subraya la importancia del bien moral definido en relación con una comunidad de personas involucradas en una práctica -concepto central de su obra After Virtue- que llama bienes internos o bienes de excelencia, en vez de centrarse en fenómenos independientes de una práctica, como la obligación de un agente moral (ética deontológica) o en las consecuencias de un acto moral particular (utilitarismo). 
La ética de la virtud suele estar asociada con autores pre-modernos (p. ej. Platón, Aristóteles, Tomás de Aquino), aunque también se encuentra en otros sistemas éticos (p. ej. deontología kantiana). MacIntyre afirma que la síntesis de Tomás de Aquino del pensamiento de Aristóteles con el de San Agustín es más profundo que otras teorías modernas, al ocuparse del telos (finalidad) de una práctica social y de la vida humana, dentro del contexto en el cual la moralidad de los actos es evaluada.

## Política
Políticamente, la ética de MacIntyre defiende una defensa de los 'bienes internos de excelencia' aristotélicos contra la búsqueda moderna de 'bienes externos', como el dinero, el poder y el estatus, que son característicos de las instituciones modernas weberianas, utilitarias y basadas en reglas. Ha sido descrito como un "aristotélico revolucionario" debido a su intento de combinar las visiones históricas de su pasado marxista con las de Tomás de Aquino y Aristóteles después de su conversión al catolicismo. Para él, el liberalismo y el consumismo posmoderno no solo justifican el capitalismo, sino que también lo sustentan y defienden a largo plazo. Al mismo tiempo, dice que "los marxistas siempre han vuelto a caer en versiones relativamente sencillas del kantismo o el utilitarismo" y critica al marxismo como una forma más de individualismo radical. Dice sobre los marxistas que "a medida que avanzan hacia el poder, siempre tienden a convertirse en weberianos". En ese contexto, el aristotelismo pierde su sentido de complacencia elitista; la excelencia moral deja de ser parte de una práctica histórica particular en la antigua Grecia y se convierte en una cualidad universal de quienes comprenden que el buen juicio emana del buen carácter. Se ha argumentado que el pensamiento de MacIntyre es incapaz de proporcionar un modelo coherente y eficaz para un orden político justificable y políticamente estable.
En 1951, en debates estudiantiles en Mánchester, MacIntyre se describió a sí mismo como un tory, pero más tarde fue miembro del Partido Comunista de Gran Bretaña (del que se fue en 1956); brevemente perteneció a la Socialist Labor League, y más tarde del Socialist Review Group / International Socialists.

## Religión
MacIntyre se convirtió al catolicismo a principios de la década de 1980, y ahora hace su trabajo en el contexto de lo que él llama un "enfoque agustiniano tomista de la filosofía moral". En una entrevista con Prospect, MacIntyre explica que su conversión al catolicismo ocurrió en sus cincuenta años como "resultado de estar convencido del tomismo mientras intentaba desengañar a sus estudiantes de su autenticidad". También, en su libro Whose Justice, Which Rationality? hay una sección hacia el final que quizás sea autobiográfica cuando explica cómo uno es elegido por una tradición y puede reflejar su propia conversión al catolicismo.
Pueden encontrarse relatos más completos de la visión de MacIntyre de la relación entre la filosofía y la religión en general y el tomismo y el catolicismo en particular en sus ensayos "La filosofía recuerda sus tareas" y "La verdad como un bien" (ambos en la colección The Tasks of Philosophy) así como en el estudio de la tradición filosófica católica que da en Dios, Filosofía y Universidades.

## Obras más importantes

### Tras la virtud(1981)
Artículo principal: Tras la virtud
Probablemente su obra más leída, fue escrita cuando MacIntyre ya tenía cincuenta y tantos años. Hasta entonces, MacIntyre había sido un filósofo analítico relativamente influyente de inclinación marxista cuyas investigaciones morales se habían llevado a cabo de "manera fragmentada, centrándose primero en este problema y luego en aquél, de un modo característico de gran parte de la filosofía analítica". Sin embargo, después de leer las obras de Thomas Kuhn e Imre Lakatos sobre filosofía de la ciencia y epistemología, MacIntyre se inspiró para cambiar la dirección completa de su pensamiento, rompiendo el manuscrito en el que había estado trabajando y decidiendo analizar los problemas de la moral moderna. La filosofía política "no desde el punto de vista de la modernidad liberal, sino desde el punto de vista de ... la práctica moral y la política aristotélica".
En términos generales, la tarea de After Virtue es dar cuenta tanto de la disfunción del discurso moral moderno en la sociedad moderna como de rehabilitar la alternativa de la racionalidad teleológica en la ética de la virtud aristotélica. La obra de MacIntyre articula una política de autodefensa para las comunidades locales que aspiran a proteger su forma de vida tradicional del corrosivo libre mercado capitalista.

### ¿Qué justicia? ¿Qué racionalidad?(1988)
La segunda obra importante de MacIntyre de su período de madurez aborda el problema de dar una explicación de la racionalidad filosófica dentro del contexto de su noción de "tradiciones", que todavía había permanecido insufientemente teorizada en After Virtue. Específicamente, MacIntyre sostiene que las concepciones de justicia rivales y en gran medida incompatibles son el resultado de formas de racionalidad práctica rivales y en gran medida incompatibles. Estas formas en competencia de racionalidad práctica y sus ideas de justicia concomitantes son a su vez el resultado de "tradiciones de investigación racional socialmente incorporadas". Aunque el tratamiento de las tradiciones por parte de MacIntyre es bastante complejo, da una definición relativamente concisa: "Una tradición es un argumento extendido en el tiempo en el que ciertos acuerdos fundamentales se definen y redefinen en términos de debates tanto internos como externos".
La obra por lo tanto, está comprometida en la tarea no solo de dar al lector ejemplos de lo que MacIntyre considera tradiciones rivales reales y las diferentes formas en que pueden dividirse, integrarse o derrotarse entre sí (por ejemplo, aristotélica, agustina, tomista, humeana) sino también de corroborar cómo la racionalidad práctica y una concepción de la justicia correspondiente ayudan a constituir esas tradiciones. Específicamente, según él, las diferentes versiones de la justicia que presentan Aristóteles y Hume se deben a las diferencias subyacentes en sus esquemas conceptuales. MacIntyre sostiene que, a pesar de su inconmensurabilidad, hay varias formas en las que las tradiciones pueden comprometerse racionalmente entre sí, más especialmente a través de una forma de crítica inmanente que hace uso de la imaginación empática para luego poner a la tradición rival en una "crisis epistémica", pero también al poder resolver problemas y dilemas compartidos o análogos desde dentro de la propia tradición que siguen siendo insolubles desde el enfoque rival.
El relato de MacIntyre también defiende tres tesis más: 
1. primera, que toda investigación humana racional se lleva a cabo con conocimiento o no desde dentro de una tradición;
2. segunda, que los inconmensurables esquemas conceptuales de tradiciones rivales no implican ni relativismo ni perspectivismo;
3. tercera, que aunque los argumentos del libro son en sí mismos intentos de intuiciones universalmente válidas, no obstante, se dan dentro de una tradición particular (la del aristotelismo tomista) y que esto no implica necesariamente ninguna inconsistencia filosófica.

### Tres versiones rivales de la investigación moral(1990)
Tres versiones rivales de la investigación moral fue presentada por primera vez por MacIntyre como parte de la serie de conferencias Gifford en la Universidad de Edimburgo en 1988 y es considerada por muchos como la tercera parte de una trilogía de argumentación filosófica que comenzó con After Virtue. Como su título indica, el objetivo de MacIntyre en este libro es examinar tres tradiciones rivales principales de investigación moral en la escena intelectual actual (enciclopédica, genealógica y tradicional), cada una de las cuales fue defendida a su vez en una pieza canónica publicada a fines del siglo XIX (la Novena Edición de la Encyclopædia Britannica, la Genealogía de la moral de Friedrich Nietzsche y la encíclica Aeterni Patris del Papa León XIII, respectivamente). El libro de MacIntyre finalmente conduce una serie compleja de críticas tanto interiores como exteriores de las posiciones enciclopédica y genealógica en un intento de reivindicar el tomismo filosófico como la forma más persuasiva de investigación moral que se ofrece actualmente. Su crítica, en el capítulo IX, de la genealogía de Nietzsche y de la ética de Michel Foucault, implícitamente comprometida con una noción emancipadora y continua del yo que no pueden explicar en sus propios términos, ha tenido una influencia particular.
La explicación de la investigación racional ligada a la tradición que MacIntyre articula y despliega a lo largo de estas conferencias sugiere reformas, que explora en el capítulo X. Para avanzar en la investigación racional, MacIntyre sostiene que las conferencias deben tener en cuenta los roles constituidos por la tradición tanto del profesor como del estudiante. Los profesores, como miembros de tradiciones explícitamente articuladas, deberían involucrar a los estudiantes, reconocidos por sus diversas relaciones con las tradiciones propias y / o rivales del profesor, en el material situado en el progreso históricamente contextualizado de la tradición del profesor. En apoyo de tales conferencias y de la investigación ligada a la tradición en el frente de la investigación, las universidades deberían convertirse en foros para el crecimiento y la participación de tradiciones rivales. Para los estudiantes, tales foros invitarían a la formación intencional dentro de una tradición y apoyarían el aprendizaje de cómo confrontar de manera productiva tradiciones rivales a través de la participación imaginativa en ellas. Para los investigadores, la investigación en la frontera debe avanzar hacia relatos holísticos e interdisciplinarios, a la vez teóricos y prácticos, emprendidos en conjunto por miembros de comunidades unidos por tradiciones. Esta investigación ligada a la tradición contribuye al avance de las tradiciones de los investigadores en sus propios términos. Además, emprender tal investigación en un entorno universitario reformado apoyaría el encuentro entre las tradiciones anfitrionas y sus rivales y, por lo tanto, la visibilidad como tradiciones tanto para ellos mismos como para los demás a través del compromiso imaginativo con perspectivas rivales.

### Animales racionales dependientes(1999)
Mientras que After Virtue intentó dar cuenta de las virtudes exclusivamente mediante el recurso a las prácticas sociales y la comprensión de los yoes individuales a la luz de las "búsquedas" y las "tradiciones", Animales racionales dependientes fue un esfuerzo consciente de MacIntyre para basar las virtudes en la biología. MacIntyre escribe lo siguiente de este cambio en el prefacio del libro: "Aunque de hecho hay buenas razones para repudiar elementos importantes en la biología de Aristóteles, ahora juzgo que me equivoqué al suponer que era posible una ética independiente de la biología".
Más específicamente, Animales racionales dependientes intenta hacer un caso holístico sobre la base de nuestro mejor conocimiento actual (en oposición a una afirmación fundacional ahistórica) de que "la vulnerabilidad y la discapacidad humanas" son las "características centrales de la vida humana" y que para los tomistas las virtudes de la dependencia "son necesarias para que los seres humanos individuales prosperen en su paso de las etapas de la infancia a la edad adulta y la vejez. Como dice MacIntyre:

Es más a menudo a los demás a quienes debemos nuestra supervivencia, y mucho menos nuestro florecimiento ... Será una tesis central de este libro que las virtudes que necesitamos, si queremos desarrollar nuestra condición de animal a la de agentes racionales independientes, y las virtudes que necesitamos, si queremos enfrentarnos y responder a la vulnerabilidad y la discapacidad tanto en nosotros mismos como en los demás, pertenecen a un mismo conjunto de virtudes, las virtudes distintivas de los animales racionales dependientes".

Al involucrarse con textos científicos sobre biología humana, así como con trabajos de antropología filosófica, MacIntyre identifica la especie humana como existente en una escala continua tanto de inteligencia como de dependencia con otros animales como los delfines. Uno de sus principales objetivos es socavar lo que él ve como la ficción del razonador incorpóreo e independiente que determina las cuestiones éticas y morales de manera autónoma y lo que él llama la "ilusión de autosuficiencia" que atraviesa gran parte de la ética occidental que culmina en el Superhombre de Nietzsche. En su lugar, trata de mostrar que nuestras dependencias encarnadas son una característica definitiva de nuestra especie y revelar la necesidad de ciertos tipos de disposiciones virtuosas si alguna vez queremos florecer como razonadores independientes capaces de sopesar las complejidades intelectuales de la filosofía moral en primer lugar.

## Publicaciones
Sólo algunas de sus obras más importantes han sido traducidas al español.
- Marxism: An Interpretation. London: SCM Press, 1953.[19]
- New Essays in Philosophical Theology. (Editor con Antony Flew). London: SCM Press, 1955.
- The Unconscious: A Conceptual Analysis, London: Routledge & Kegan Paul, 1958, 2nd Ed. 2004.
- Difficulties in Christian Belief. London: SCM Press, 1959.[20]
- Hume's Ethical Writings. (ed.) New York: Collier, 1965.
- A Short History of Ethics. New York: Macmillan, 1966, 2nd edn. 1998.[21][22]
- Secularization and Moral Change. The Riddell Memorial Lectures. London: Oxford University Press, 1967.[23]
- The Religious Significance of Atheism. (Con Paul Ricoeur). New York: Columbia University Press, 1969.[24][25]
- Herbert Marcuse: An Exposition and a Polemic.  New York: The Viking Press, 1970.
- Against the Self-Images of the Age: Essays on Ideology and Philosophy. London: Duckworth, 1971.
- After Virtue. Notre Dame: University of Notre Dame Press, 1981, 2nd edn. 1984, 3rd edn. 2007.[26][27] (Publicado como Tras la virtud.)[28]
- Whose Justice? Which Rationality?. Notre Dame: University of Notre Dame Press, 1988.[29][30] (Publicado como Justicia y racionalidad.)
- Three Rival Versions of Moral Enquiry. The Gifford Lectures. Notre Dame: University of Notre Dame Press, 1990.[31][32] (Publicado como Tres versiones rivales de la ética.)
- Marxism and Christianity, London: Duckworth, 2ª ed. 1995[33][34]
- The MacIntyre Reader. (Knight, Kelvin (ed.)) Notre Dame: University of Notre Dame Press, 1998.
- Dependent Rational Animals: Why Human Beings Need the Virtues. Chicago: Open Court, 1999.[35]
- Edith Stein: A Philosophical Prologue, 1913-1922. Rowman & Littlefield Publishers, 2005.
- The Tasks of Philosophy: Selected Essays, Vol. 1. Cambridge: Cambridge University Press, 2006.
- Ethics and Politics: Selected Essays, Vol. 2. Cambridge: Cambridge University Press, 2006.
- "The End of Education: The Fragmentation of the American University," Commonweal, October 20, 2006 / Volume CXXXIII, Number 18.
- Blackledge, P. & Davidson, N. (eds.) Alasdair MacIntyre’s Early Marxist Writings: Essays and Articles 1953-1974, Leiden: Brill, 2008

### Ediciones en español
- MacIntyre, Alasdair (1982). El concepto de inconciente. Amorrortu editores. ISBN 978-950-518-334-0.
- — (1992). Tres versiones rivales de la ética: enciclopedia, genealogía y tradición. Ediciones Rialp. ISBN 978-84-321-2897-4. (enlace roto disponible en Internet Archive; véase el historial, la primera versión y la última).
- — (1994). Justicia y racionalidad: conceptos y contextos. Ediciones Internacionales Universitarias. ISBN 978-84-87155-28-4.
- — (2001). Animales racionales y dependientes: por qué los seres humanos necesitamos las virtudes. Ediciones Paidós Ibérica. ISBN 978-84-493-1103-1.[36]

- — (2003). Primeros principios, fines últimos y cuestiones filosóficas contemporáneas. Ediciones Internacionales Universitarias. ISBN 978-84-8469-071-9.
- — (2004). Tras la virtud. Editorial Crítica. ISBN 978-84-8432-170-5.
- — (2006). Historia de la ética. Ediciones Paidós Ibérica. ISBN 978-84-493-1930-3.

- — (2007). Marxismo y cristianismo. Editorial Nuevo Inicio. ISBN 978-84-934760-5-2.

- — (2008). Edith Stein. Un prólogo filosófico, 1913-1922. Nuevo Inicio. ISBN 97884936102-3-4.

- — (2008). Ética y política. Ensayos escogidos II. Nuevo Inicio. ISBN 9788493610241.
- — (2011). Las tareas de la filosofía. Ensayos escogidos I. Nuevo Inicio. ISBN 978-84-937488-5-2.
- — (2012). Dios, filosofía, universidades: historia selectiva de la tradición filosófica católica. Nuevo Inicio. ISBN 978-84-938997-9-0.[37]